# Catedral de Nuestra Señora de los Dolores (Coyhaique)
La Catedral de Nuestra Señora de los Dolores es una iglesia catedralicia de culto católico, sede del vicariato apostólico de Aysén. Se encuentra ubicada en la ciudad de Coyhaique.

## Historia
Fue construida a un costado de donde se encontraba la antigua catedral que fue destruida por un incendio el 15 de noviembre de 1960. Esta primera iglesia databa de 1937, cuando llegaron los primeros misioneros a Aysén.
La nueva catedral, proyectada por el arquitecto Eugenio Retamal, fue inaugurada el 25 de enero de 1970 por el nuncio apostólico Carlo Maria Martini.

## Descripción
De hormigón armado, la catedral presenta una planta de cruz, con tres naves y tres grandes ventanales. En el interior presenta una imagen de la Virgen de los Dolores.